# Michael Anderson (Jazzmusiker)
Michael Anderson (* 1969 in Anaheim/Kalifornien) ist ein US-amerikanischer Jazztrompeter.

## Biografie
Anderson begann 1988 ein Musikstudium am Cornish College of the Arts, das er 1990 abbrach. Er hatte dann Unterricht bei Julian Priester, Jerry Granelli und James Knapp, spielte experimentellen Jazz und Salsa, u. a. mit dem Spontaneous Combustion Ensemble, dem Young Composer‘s Collective und Briggan Krauss und wirkte an Eyvind Kangs Album 7 Nades mit.
1995 kam er nach Berlin. Hier wurde er Mitglied der Gruppen Nickendes Perlgras (mit Eric Schaefer und Michael Thieke) und Eric Schaefer Demontage (mit Eric Schaefer, Michael Thieke, Daniel Erdmann und Johannes Fink). Als Mitglied des Kammerensemble Neue Musik Berlin nahm er an der Aufführung von Werken Salvatore Sciarrinos und Michael Sells in Turin, Straßburg und bei den Donaueschinger Musiktagen teil. Weiterhin wirkte er an Theaterproduktionen u. a. am Berliner Ensemble mit.

## Diskographische Hinweise
- Eyvind Kang: 7 Nades, Tzadik 1996
- Nickendes Perlgras: Die hintere Vase, JazzHausMusik2000
- Eric Schaefer Demontage: Demontage, JazzHausMusik 2002
- Nickendes Perlgras: Meat Heat, Konnex Records 2005
- Eric Schaefer Demontage: Cut + Paste Poetry, Schoener Hören Music 2005